# La Chapelle-Aubareil
La Chapelle-Aubareil é uma comuna francesa na região administrativa da Nova Aquitânia, no departamento Dordonha. Estende-se por uma área de 19,41 km². Em 2010 a comuna tinha 555 habitantes (densidade: 28,6 hab./km²).